# Burg Bargau
Die Burg Bargau, früher Veste Bargen genannt, ist eine abgegangene Höhenburg beim Ortsteil Bargau der Stadt Schwäbisch Gmünd im Ostalbkreis im östlichen Baden-Württemberg.

## Geographische Lage
Der Burgstall liegt etwa einen Kilometer südöstlich der Bargauer Ortsmitte unmittelbar nördlich des Bauernhauses „Schlössle“ auf einem westlichen Vorsprung des Scheuelberges in einer Höhe von 559 m ü. NN.

## Geschichte
Die Burg wurde als „Veste Bargen“ zwischen 1340 und 1347 erstmals genannt. Die Burg war der Mittelpunkt und der Sitz der rechbergischen Herrschaft Bargau, in reichsstädtischer Zeit Sitz eines gmündischen Amtsvogts für das Dorf Bargau und die gmündischen Anteile von Unterböbingen, Mögglingen, Lautern sowie eine Anzahl von Höfen. Die Burg wurde, nachdem sie 1800 schon in einem sehr schlechten Zustand war, 1817 vollends abgebrochen.

## Beschreibung
Der heutige Burgstall zeigt keine Reste mehr. Auf das Aussehen der Burg, deren Steine zum Bau von Brücken, Kellern und Backhäuser in Bargau verwendet wurden, lässt sich nur nach Ausgrabungsfunden von Grundmauern, Überlieferungen und Bildern schließen.
So kann davon ausgegangen werden, dass die Burg, gewiss erreichbar über eine Zugbrücke, von einer Mauer umgeben war mit einem nordwestlichen Turm. Bei dem östlichen Burggraben befand sich vermutlich ein Zwinger mit einem Brunnen, daneben fand man die Grundmauern eines Turms. An der Stelle des ehemaligen kleinen Burghofs, „Höfle“ genannt, steht heute ein Signalstein. Die Stallungen der Burg lagen außerhalb der Burganlage, wo das heutige Bauernhaus „Schlößle“ steht, in dessen Mauer sich früher ein Sandsteinbild „Mariä Verkündigung“ (1507) befand, das aus einer Burgkapelle im Nordosten der Burganlage stammen könnte.